# Parexocentrus transversefasciatus
Parexocentrus transversefasciatus là một loài bọ cánh cứng trong họ Cerambycidae.